# William Shield
Pour les articles homonymes, voir Shield.
William Shield (1748–1829) est un violoniste et compositeur anglais.

## Biographie
Fils d'un maître de chant, il nait à Swalwell près de Gateshead, Orphelin tôt, il doit s'engager comme apprenti dans les chantiers navals de South Shields, mais continue néanmoins d'étudier la musique.
Devenu violoniste, il donne d'abord des concerts à Newcastle, puis dirige un orchestre à Scarborough. Il est engagé comme premier violon au King's Theatre du Haymarket à Londres, puis, en 1772, à Covent Garden par Felice Giardini. En 1817, il est nommé maître de musique du roi.
Il était franc-maçon, membre de la St. John's lodge à Newcastle, puis de la Phoenix lodge à Sunderland.
Il meurt à Londres en 1829 et est enterré à l'abbaye de Westminster.

## Œuvres
Il a composé environ 30 opéras, dont :
- The flitch of bacon, 1778 ;
- Rosina, 1781, son opéra le plus célèbre ;
- The Poor Soldier, 1783 ;
- The Farmer, 1787 ;
- Robin Hood, 1784 ;
- Fontainbleau, 1784 ;
- The Noble Peasant, 1784 ;
- Marian ;
- The enchanted Castle ;
- The Woodman, 1791 ;
- Oscar and Malvina (1791), d'après Ossian. Laissé inachevée, elle fut terminée par William Reeve.

Il a également laissé des œuvres de musique instrumentale, l'air d'un grand nombre de chansons devenues populaires, et deux anthologies :
- Introduction à l'harmonie, 1800 ;
- The Rudiments of Thoroughbass, 1815.